# Indywidualne Mistrzostwa Europy Juniorów na Żużlu 1987
Indywidualne Mistrzostwa Europy Juniorów na Żużlu 1987 – cykl turniejów żużlowych mających wyłonić najlepszych żużlowców do lat 21 na świecie. Tytuł wywalczył Brytyjczyk Gary Havelock. Były to ostatnie (do wprowadzenia nowej formuły w 1998 roku) zawody oficjalnie rozegrane pod szyldem indywidualnych mistrzostw Europy juniorów.

## Finał
- 11 lipca 1987 r. (sobota),  Zielona Góra

| Msc. | Zawodnik          | Kraj              | Pkt   |             |  |
| ---- | ----------------- | ----------------- | ----- | ----------- |  |
| 1    | Gary Havelock     | Wielka Brytania   | 13    | (3,2,3,3,2) |  |
| 2    | Piotr Świst       | Polska            | 11 +3 | (3,3,2,2,1) |  |
| 3    | Sean Wilson       | Wielka Brytania   | 11 +2 | (2,1,2,3,3) |  |
| 4    | Bo Arrhén         | Szwecja           | 11 +1 | (3,2,2,3,1) |  |
| 5    | Tommy Dunker      | RFN               | 11 +0 | (2,3,2,2,2) |  |
| 6    | Gašpar Forgáč     | Czechosłowacja    | 8     | (1,3,1,1,2) |  |
| 7    | Vladimír Kalina   | Czechosłowacja    | 7     | (2,2,0,0,3) |  |
| 8    | Niklas Karlsson   | Szwecja           | 6     | (3,3,w,–,–) |  |
| 9    | Tor E. Hielm      | Norwegia          | 6     | (1,0,3,1,1) |  |
| 10   | Ronnie Correy     | Stany Zjednoczone | 5     | (0,w,3,u,2) |  |
| 11   | Bořivoj Hádek     | Czechosłowacja    | 5     | (1,d,1,0,3) |  |
| 12   | Cezary Owiżyc     | Polska            | 5     | (1,2,0,2,0) |  |
| 13   | Torben Hansen     | Dania             | 5     | (2,1,0,1,1) |  |
| 14   | Oleg Kurguskin    | ZSRR              | 4     | (d,1,3,w,0) |  |
| 15   | Sławomir Drabik   | Polska            | 2     | (u,0,1,1,0) |  |
| 16   | Allan Johansen    | Dania             | 2     | (0,1,1,u,–) |  |
|      | rez. Peter Nahlin | Szwecja           | 8     | (2,3,3,0)   |  |